# Red McCombs
Red McCombs, pseudonimo di Billy Joe McCombs (Spur, 19 ottobre 1927 – San Antonio, 19 febbraio 2023), è stato un imprenditore statunitense.
Co-fondatore di Clear Channel Communications, è stato proprietario dei San Antonio Spurs, dei Denver Nuggets e dei Minnesota Vikings. Nel 2014 è stato incluso nella lista Forbes 400.
Nel 1950 sposò Charline McCombs, morta nel 2019 all'età di 91 anni.